# Tina: Live in Concert Tour
Tina: Live in Concert Tour – siódma i ostatnia trasa koncertowa amerykańskiej wokalistki Tiny Turner.
Trasa koncertowa jako ostatnia - zawarła utwory z całego okresu twórczości artystki. W związku z trasą 30 września 2008 ukazała się najnowsza płyta wokalistki - Tina!. Trasa rozpoczęła się 1 października 2008 i trwała do 5 maja 2009 roku (243 dni). Objęła 90 koncertów (53 w Europie i 37 w Ameryce Północnej). Jak w przypadku poprzednich tras wydane zostało oficjalne nagranie z koncertów. Na płycie DVD i CD pod tytułem "Tina Live" wydanej 25 września 2009 roku (w Polsce 28 września) znalazł się materiał z koncertów w Arnhem w Holandii (21 i 22 marca).

## Scenografia
Podczas koncertu można było zobaczyć charakterystyczne dla trasy Twenty Four Seven Tour rusztowania, kurtynę i wysięgnik, na którym wokalistka śpiewa kilka metrów nad widownią. Pojawił się też element z koncertów trasy Wildest Dreams Tour - złote oko, które otwierając źrenicę ukazuje Tinę rozpoczynającą utwór Goldeneye. Elementem stworzonym specjalnie na potrzeby tej trasy była platforma umieszczona na siłowniku wynoszącym ją na wysokość około dwóch pięter. Koncert rozpoczyna się rozsunięciem szkarłatnej kurtyny, za którą Tina stoi na uniesionej platformie. Platforma opada powoli do poziomu sceny, a zespół zaczyna grać Steamy Windows. Scenografię uzupełniła duża ilość świateł i składający się z ośmiu ruchomych sekcji ekran w tle sceny.

## Zespół
Zespół: 
- Tina Turner – wokal;
- Laurie Wisefield – gitara;
- John Miles – gitara;
- Ollie Marland – instrumenty klawiszowe, wokal pomocniczy;
- Jack Bruno – perkusja;
- Joel Campbell – fortepian;
- Warren McRae – gitara basowa;
- Euge Groove - instrumenty perkusyjne, instrumenty klawiszowe, saksofon, wokal pomocniczy;

Wokal pomocniczy: 
- Lisa Fischer
- Nichelle Tillman
- Stacy Campbell

Tancerki: 
- Clare Louise Turton
- Solange Geunier
- Djeneba Aduayom
- Ferly Prado

Goście specjalni - The Ninjas: 
- Xin Wuku
- Phillip Sahagun
- Jesse Smith
- Danny Sre

## Lista utworów
Lista granych utworów obejmuje wszystkie najważniejsze utwory artystki. Zestaw piosenek po raz pierwszy od trasy What’s Love? Tour (1993) objął utwór What You Get Is What You See oraz Typical Male.
1. Get Back - intro;
2. Steamy Windows - wejście: szkarłatna kurtyna rozsuwa się ukazując Tinę stojącą na szczycie kilkumetrowej kolumny, która zaczyna opadać
3. Typical Male
4. River Deep Mountain High
5. What You Get Is What You See
6. Better Be Good To Me
7. Acid Queen
8. What’s Love Got To Do With It
9. Private Dancer
10. We Don't Need Another Hero
11. Help
12. Undercover Agent For The Blues
13. Let's Stay Together
14. I Can't Stand The Rain
15. Jumping Jack Flash
16. It's Only Rock 'N' Roll
17. Goldeneye
18. Addicted To Love
19. The Best
20. Proud Mary
21. Nutbush City Limits
22. Be Tender With Me Baby

## Recenzje
Trasa została przyjęta z wielkim entuzjazmem - bilety na pierwszy koncert w Kansas City zostały sprzedane po 2 minutach od otwarcia sprzedaży w sklepach internetowych. Szczególnie gorąco trasę przyjęli fani z Europy (a zwłaszcza z Niemiec i z Belgii - do planowanego pojedynczego koncertu organizatorzy musieli dodać jeszcze cztery).
Pierwszy koncert zyskał nad wyraz pozytywną recenzję w The Star.

## Przebieg Trasy
| l.p.             | Data                 | Miasto          | Kraj              | Obiekt                            |
| ---------------- | -------------------- | --------------- | ----------------- | --------------------------------- |
| Ameryka Północna |                      |                 |                   |                                   |
| 1                | 1 października 2008  | Kansas City     | Stany Zjednoczone | Sprint Center                     |
| 2                | 3 października 2008  | Chicago         | Stany Zjednoczone | United Center                     |
| 3                | 4 października 2008  | Chicago         | Stany Zjednoczone | United Center                     |
| 4                | 6 października 2008  | Rosemont        | Stany Zjednoczone | Allstate Arena                    |
| 5                | 8 października 2008  | Kansas City     | Stany Zjednoczone | Sprint Center                     |
| 6                | 9 października 2008  | Minneapolis     | Stany Zjednoczone | Target Center                     |
| 7                | 13 października 2008 | Los Angeles     | Stany Zjednoczone | Staples Center                    |
| 8                | 14 października 2008 | Anaheim         | Stany Zjednoczone | Honda Center                      |
| 9                | 16 października 2008 | Los Angeles     | Stany Zjednoczone | Staples Center                    |
| 10               | 19 października 2008 | San Jose        | Stany Zjednoczone | HP Pavilion                       |
| 11               | 20 października 2008 | San Jose        | Stany Zjednoczone | HP Pavilion                       |
| 12               | 22 października 2008 | Sacramento      | Stany Zjednoczone | ARCO Arena                        |
| 13               | 24 października 2008 | Glendale        | Stany Zjednoczone | Jobing.com Arena                  |
| 14               | 26 października 2008 | Dallas          | Stany Zjednoczone | American Airlines Center          |
| 15               | 27 października 2008 | Houston         | Stany Zjednoczone | Toyota Center                     |
| 16               | 30 października 2008 | Miami           | Stany Zjednoczone | American Airlines Arena           |
| 17               | 2 listopada 2008     | Fort Lauderdale | Stany Zjednoczone | BankAtlantic Center               |
| 18               | 5 listopada 2008     | Orlando         | Stany Zjednoczone | Amway Arena                       |
| 19               | 9 listopada 2008     | Atlanta         | Stany Zjednoczone | Phillips Center                   |
| 20               | 10 listopada 2008    | Atlanta         | Stany Zjednoczone | Phillips Center                   |
| 21               | 13 listopada 2008    | Toronto         | Kanada            | Air Canada Centre                 |
| 22               | 16 listopada 2008    | Boston          | Stany Zjednoczone | TD Banknorth Garden               |
| 23               | 17 listopada 2008    | Boston          | Stany Zjednoczone | TD Banknorth Garden               |
| 24               | 20 listopada 2008    | Auburn Hills    | Stany Zjednoczone | The Palace of Auburn Hills        |
| 25               | 23 listopada 2008    | Waszyngton      | Stany Zjednoczone | Verizon Center                    |
| 26               | 24 listopada 2008    | Waszyngton      | Stany Zjednoczone | Verizon Center                    |
| 27               | 26 listopada 2008    | Newark          | Stany Zjednoczone | Prudential Center                 |
| 28               | 27 listopada 2008    | Newark          | Stany Zjednoczone | Prudential Center                 |
| 29               | 29 listopada 2008    | Filadelfia      | Stany Zjednoczone | Wachovia Spectrum                 |
| 30               | 1 grudnia 2008       | Nowy Jork       | Stany Zjednoczone | Madison Square Garden             |
| 31               | 3 grudnia 2008       | Uniondale       | Stany Zjednoczone | Nassau Veterans Memorial Coliseum |
| 32               | 4 grudnia 2008       | Uniondale       | Stany Zjednoczone | Nassau Veterans Memorial Coliseum |
| 33               | 6 grudnia 2008       | Hartford        | Stany Zjednoczone | XL Center                         |
| 34               | 8 grudnia 2008       | Montreal        | Kanada            | Bell Centre                       |
| 35               | 10 grudnia 2008      | Montreal        | Kanada            | Bell Centre                       |
| 36               | 12 grudnia 2008      | Toronto         | Kanada            | Air Canada Centre                 |
| 37               | 13 grudnia 2008      | Toronto         | Kanada            | Air Canada Centre                 |
| Europa           |                      |                 |                   |                                   |
| 1                | 14 stycznia 2009     | Kolonia         | Niemcy            | Kölnarena (Lanxess Arena)         |
| 2                | 15 stycznia 2009     | Kolonia         | Niemcy            | Kölnarena (Lanxess Arena)         |
| 3                | 18 stycznia 2009     | Kolonia         | Niemcy            | Kölnarena (Lanxess Arena)         |
| 4                | 19 stycznia 2009     | Kolonia         | Niemcy            | Kölnarena (Lanxess Arena)         |
| 5                | 22 stycznia 2009     | Antwerpia       | Belgia            | Sportpaleis                       |
| 6                | 23 stycznia 2009     | Antwerpia       | Belgia            | Sportpaleis                       |
| 7                | 26 stycznia 2009     | Berlin          | Niemcy            | O2 World                          |
| 8                | 27 stycznia 2009     | Berlin          | Niemcy            | O2 World                          |
| 9                | 30 stycznia 2009     | Hamburg         | Niemcy            | Color Line Arena                  |
| 10               | 31 stycznia 2009     | Hamburg         | Niemcy            | Color Line Arena                  |
| 11               | 1 lutego 2009        | Hamburg         | Niemcy            | Color Line Arena                  |
| 12               | 4 lutego 2009        | Hanower         | Niemcy            | TUI Arena                         |
| 13               | 7 lutego 2009        | Wiedeń          | Austria           | Wiener Stadthalle                 |
| 14               | 8 lutego 2009        | Wiedeń          | Austria           | Wiener Stadthalle                 |
| 15               | 11 lutego 2009       | Antwerpia       | Belgia            | Sportpaleis                       |
| 16               | 12 lutego 2009       | Antwerpia       | Belgia            | Sportpaleis                       |
| 17               | 15 lutego 2009       | Zurych          | Szwajcaria        | Hallenstadion                     |
| 18               | 16 lutego 2009       | Zurych          | Szwajcaria        | Hallenstadion                     |
| 19               | 19 lutego 2009       | Mannheim        | Niemcy            | SAP Arena                         |
| 20               | 20 lutego 2009       | Mannheim        | Niemcy            | SAP Arena                         |
| 21               | 23 lutego 2009       | Monachium       | Niemcy            | Olympiahalle                      |
| 22               | 15 lutego 2009       | Monachium       | Niemcy            | Olympiahalle                      |
| 23               | 18 lutego 2009       | Monachium       | Niemcy            | Olympiahalle                      |
| 24               | 19 lutego 2009       | Monachium       | Niemcy            | Olympiahalle                      |
| 25               | 3 marca 2009         | Londyn          | Wielka Brytania   | The O2 Arena                      |
| 26               | 4 marca 2009         | Londyn          | Wielka Brytania   | The O2 Arena                      |
| 27               | 7 marca 2009         | Londyn          | Wielka Brytania   | The O2 Arena                      |
| 28               | 8 marca 2009         | Londyn          | Wielka Brytania   | The O2 Arena                      |
| 29               | 16 marca 2009        | Paryż           | Francja           | Palais Omnisports de Paris-Bercy  |
| 30               | 17 marca 2009        | Paryż           | Francja           | Palais Omnisports de Paris-Bercy  |
| 31               | 21 marca 2009        | Arnhem          | Holandia          | Gelredome                         |
| 32               | 22 marca 2009        | Arnhem          | Holandia          | Gelredome                         |
| 33               | 26 marca 2009        | Dublin          | Irlandia          | The O2                            |
| 34               | 27 marca 2009        | Dublin          | Irlandia          | The O2                            |
| 35               | 30 marca 2009        | Manchester      | Wielka Brytania   | Manchester Evening News Arena     |
| 36               | 15 marca 2009        | Manchester      | Wielka Brytania   | Manchester Evening News Arena     |
| 37               | 3 kwietnia 2009      | Manchester      | Wielka Brytania   | Manchester Evening News Arena     |
| 38               | 4 kwietnia 2009      | Manchester      | Wielka Brytania   | Manchester Evening News Arena     |
| 39               | 7 kwietnia 2009      | Birmingham      | Wielka Brytania   | National Indoor Arena             |
| 40               | 8 kwietnia 2009      | Birmingham      | Wielka Brytania   | National Indoor Arena             |
| 41               | 11 kwietnia 2009     | Dublin          | Irlandia          | The O2                            |
| 42               | 12 kwietnia 2009     | Dublin          | Irlandia          | The O2                            |
| 43               | 17 kwietnia 2009     | Oslo            | Norwegia          | Telenor Arena                     |
| 44               | 19 kwietnia 2009     | Sztokholm       | Szwecja           | Stockholm Globe Arena             |
| 45               | 20 kwietnia 2009     | Sztokholm       | Szwecja           | Stockholm Globe Arena             |
| 46               | 23 kwietnia 2009     | Helsinki        | Finlandia         | Hartwall Areena                   |
| 47               | 24 kwietnia 2009     | Helsinki        | Finlandia         | Hartwall Areena                   |
| 48               | 27 kwietnia 2009     | Praga           | Czechy            | O2 Arena                          |
| 49               | 29 kwietnia 2009     | Paryż           | Francja           | Palais Omnisports de Paris-Bercy  |
| 50               | 30 kwietnia 2009     | Antwerpia       | Belgia            | Sportpaleis                       |
| 51               | 2 maja 2009          | Arnhem          | Holandia          | Gelredome                         |
| 52               | 3 maja 2009          | Londyn          | Wielka Brytania   | The O2 Arena                      |
| 53               | 5 maja 2009          | Sheffield       | Wielka Brytania   | Sheffield Arena                   |